# Élection présidentielle syrienne de 1999
L'Élection présidentielle syrienne de 1999, sous forme de référendum au suffrage universel, s'est tenue en Syrie le 10 février 1999 afin de confirmer un nouveau mandat de sept ans pour le président Hafez el-Assad.
Ce dernier ne terminera pas son nouveau mandat, à la suite de son décès survenu un peu plus d'un an plus tard, le 10 juin 2000.

## Résultats
| Élection présidentielle syrienne de 1999 | Élection présidentielle syrienne de 1999 | Élection présidentielle syrienne de 1999 |       |
| Candidats                                | Votes                                    | %                                        |       |
| ---------------------------------------- | ---------------------------------------- | ---------------------------------------- | ----- |
| Hafez el-Assad                           | 8 960 011                                | 100                                      |       |
| Contre                                   | 219                                      | 0,00                                     |       |
| Votes valides                            | 8 960 230                                | 99,99                                    | 99,99 |
| Blancs ou nuls                           | 917                                      | 0,01                                     | 0,01  |
| Total                                    | 8 961 147                                | 100 %                                    | 100 % |